# Franz Anton von Quarient und Raal
Franz Anton von Quarient und Raal (auch Guarient, Raall, Rääll) (* im 17. Jahrhundert; † 7. April 1713 in Weikersdorf, Niederösterreich) war österreichischer Adliger und Beamter.

## Leben
Franz Anton Edler Herr von Quarient und Raal war der Sohn von Anton von Quarient (Guarient), kaiserlicher Rat und Landschreiber in Österreich. Franz Anton war kaiserlicher Hofrat und geheimer Referendar.
1706 war er kaiserlicher Gesandter in Konstantinopel.
Von 1710 bis zu seinem Tod war er Land-Untermarschall von Niederösterreich.
Er war Herr von Rauhenstein, Weikersdorf (KG von Baden), Rauheneck, Rohr (heute Baden), Raabs an der Thaya, Kollmitz, Pfaffenschlag, Rädel etc.

## Veröffentlichungen
- (Hrsg.): Codicis Austriaci ordine alphabetico compilati pars ...: Das ist: Eigentlicher Begriff und Innhalt Aller Unter deß Durchleuchtigisten Ertz-Hauses zu Oesterreich ; Fürnemblich aber Der Allerglorwürdigisten Regierung Ihro Röm. Kayserl. auch zu Hungarn und Böheimb Königl. Majestät Leopoldi I, Ertz-Hertzogens zu Oesterreich etc. etc. Wien 1704, 2 Bände Digitalisat.